# Olympische Winterspiele 1984/Teilnehmer (Polen)
| Gelbes Symbol für Goldmedaillen mit stilisierten Olympischen Ringen | Graues Symbol für Silbermedaillen mit stilisierten Olympischen Ringen | Braundes Symbol für Bronzemedaillen mit stilisierten Olympischen Ringen |
| ------------------------------------------------------------------- | --------------------------------------------------------------------- | ----------------------------------------------------------------------- |
| —                                                                   | —                                                                     | —                                                                       |

Polen nahm an den Olympischen Winterspielen 1984 in Sarajevo mit einer Delegation von 30 Athleten (24 Männer, 6 Frauen) teil. Der Skilangläufer Józef Łuszczek wurde nach 1980 erneut als Fahnenträger für die Eröffnungsfeier ausgewählt.

## Teilnehmer nach Sportarten

### Eishockey
Herren: 8. Platz
| - Janusz Adamiec - Marek Cholewa - Andrzej Chowaniec - Jerzy Christ - Henryk Gruth - Andrzej Hachuła - Leszek Jachna - Wiesław Jobczyk - Stanisław Klocek - Andrzej Nowak | - Włodzimierz Olszewski - Jan Piecko - Henryk Pytel - Gabriel Samolej - Krystian Sikorski - Jan Stopczyk - Ludwik Synowiec - Robert Szopiński - Andrzej Ujwary - Andrzej Zabawa |

### Eiskunstlauf
Herren:
- Grzegorz Filipowski
12. Platz

### Eisschnelllauf
Damen:
- Lilianna Morawiec
500 m: 15. Platz
1000 m: 10. Platz
1500 m: 30. Platz
- Erwina Ryś-Ferens
500 m: 9. Platz
1000 m: 7. Platz
1500 m: 5. Platz
3000 m: 14. Platz
- Zofia Tokarczyk
500 m: 14. Platz
1000 m: 14. Platz

### Ski Alpin
Damen:
- Ewa Grabowska
Riesenslalom: 31. Platz
Slalom: 13. Platz
- Dorota Tlałka
Riesenslalom: 30. Platz
Slalom: DNF
- Małgorzata Tlałka
Slalom: 6. Platz

### Ski Nordisch

#### Langlauf
Herren:
- Józef Łuszczek
15 km: 36. Platz
30 km: 41. Platz
50 km: 27. Platz

#### Skispringen
Herren:
- Piotr Fijas
Normalschanze: 7. Platz
Großschanze: 17. Platz
- Janusz Malik
Normalschanze: 30. Platz
Großschanze: 46. Platz